# IXD
IXD는 인터엑스소프트가 개발한 윈도우용 EDA 설계 소프트웨어인 interCAD의 고유한 파일 형식이다.

## 역사
2016년 인터엑스소프트에서 interCAD를 발표하면서 처음 소개되었다. interCAD는 EDA 소프트웨어에서 작성된 설계도면(회로도, 레이아웃)을 하나의 문서로 표현할 수 있는 IXD 파일과, 뷰어와 디자인 데이터가 포함된 무료 도면 공유 EXE 실행 파일을 생성하는 기능을 제공하였다.
interCAD에서 생성한 무료 도면 공유 EXE 파일을 첨부메일로 주고받는 경우 스팸메일로 분류되어 수신자에게 전달되지 않는 문제가 발생하였다, 이러한 문제를 개선하기 위하여 IXD 파일을 읽을 수 있는 interCAD Reader 제품을 2020년부터 무료로 배포하고 있다.

## 특징
다양한 ECAD 소프트웨어의 설계데이터(Schematic, Layout, ODB++, Gerber 문서)를 IXD 파일로 표현할 수 있으며, interCAD Reader를 사용하여 IXD 파일을 읽고 확인하고 인쇄할 수 있다.